# 23. јул
23. јул (23.7.) је 204. дан године по грегоријанском календару (205. у преступној години). До краја године има још 161 дана.

## Догађаји
- 1759 — Руси у Седмогодишњем рату, под командом генерала Петра Семјоновича Салтикова, потукли пруску армију у бици код Каја, на истоку Немачке.
- 1828 — Вилијем Барт из Мичигена, САД, патентирао „типографер“, који се сматра првом писаћом машином.
- 1840 — Британски парламент донео закон о уједињењу Горње Канаде, с претежно енглеским, и Доње, с претежно француским становништвом, у провинцију Канаду са заједничким парламентом.
- 1914 — Аустроугарска упутила ултиматум Србији да спроведе истрагу поводом атентата на престолонаследника Франца Фердинанда 28. јуна у Сарајеву, захтевајући да у истрази учествују и аустроугарски полицајци. Србија одбила захтев сматрајући да је то задирање у суверенитет државе. Аустроугарска 28. јула објавила рат Србији.
- 1920 — Француске трупе савладале арапску војску краља Фејсала I, ушле у Дамаск и учврстиле свој мандат над Сиријом.
- 1942 — Немачке трупе почеле надирање према Стаљинграду, где је вођена једна од највећих битака Другог светског рата. Завршена 2. фебруара 1943. немачким поразом.
- 1942 — Почеле су са радом гасне коморе у логору Треблинка, убивши око 6.500 Јевреја који су дан раније транспортовани из Варшавског гета.
- 1946 — У експлозији бомбе коју је у хотелу „Кинг Давид“ у Јерусалиму подметнула екстремна јеврејска ционистичка организација Иргун, погинуло више од 90 особа, махом британских официра и војних службеника.
- 1952 — У Египту извршен војни пуч под вођством генерала Мохамеда Нагиба, којим је збачен краљ Фарук I. На престо ступио његов малолетни син Фуад II, а наредне године проглашена република на челу с генералом Нагибом.
- 1952 — У Паризу је основана Европска заједница за угаљ и челик, прва претеча Европске уније.
- 1967 — У центру Детроита насељеног претежно Афроамериканцима су избили расни немири у којима су на крају страдало 43 особе, повређене су 342, а око 1400 зграда је запаљено.
- 1974 — Грчка војна влада позвала Константина Караманлиса да се врати из избеглиштва у Паризу и формира Владу, што је био крај седмогодишње владавине војне хунте у Грчкој.
- 1982 — Међународна комисија за лов на китове донела одлуку о потпуној забрани комерцијалног лова на китове. Забрана ступила на снагу 1985.
- 1983 — Борба за независност Тамила ескалирала у грађански рат у Шри Ланки, када су тамилски побуњеници убили 13 војника, а синхалешка већина одговорила убијањем хиљаде тамилских цивила на југу земље.
- 1991 — Комунистичка партија СССР објавила нацрт платформе којом се прихватају приватна својина, интеграција економије у светско тржиште и слобода вероисповести.
- 1995 — Ален Хејл и Томас Боп су открили Хејл-Бопову комету.
- 1995 — Уједињене нације издале наредбу о распоређивању Снага за брза дејства на подручју Сарајева.
- 1996 — У Сарајево стигао први контингент оружја из америчког програма „Опреми и обучи“, намењен армији Федерације Босне и Хецеговине.
- 1997 — Скупштина СР Југославије изабрала Слободана Милошевића, дотадашњег председника Србије, за председника СРЈ. Испред скупштинске зграде окупило се више хиљада људи, једни су изражавали подршку, а други протестовали, док су београдски студенти акцијом „Једна изгубљена глава, једна ципела“ обележили осам година Милошевићеве владавине, током које је огроман број младих људи напустио земљу.
- 1999 — Руски космонаут Сергеј Авдејев поставио, боравећи у свемирској станици „Мир“ 712 дана, нови рекорд у непрекидном боравку у свемиру.
- 1999 — У селу Старо Грацко, на Косову и Метохији убијено је 14 Срба док су на својим имањима жњели пшеницу (Масакр у Старом Грацком).[1]
- 2000 — Ленс Армстронг другу годину заредом победио на престижној трци „Тур де Франс“, иако су лекари током његовог лечења 1996. проценили да су мале шансе да преживи јер болује од рака.
- 2001 — Једини међународни аеродром у Шри Ланки затворен када су „Тамилски тигрови“ извршили терористички напад на оближњу војну ваздухопловну базу. У нападу убијено 18 људи, а уништено или оштећено 13 авиона.
- 2007 — Први Омбудсман у Србији положио заклетву у Скупштини Србије.

## Рођења
- 1884 — Емил Јанингс, швајцарско-немачки глумац. (прем. 1950)
- 1888 — Рејмонд Чандлер, америчко-британски књижевник и сценариста. (прем. 1959)
- 1892 — Хајле Селасије, етиопски цар (1930—1974). (прем. 1975)
- 1906 — Владимир Прелог, швајцарско-хрватски хемичар, добитник Нобелове награде за хемију (1975). (прем. 1998)
- 1938 — Рони Кокс, амерички глумац и музичар.
- 1957 — Тео ван Гог, холандски редитељ, продуцент, сценариста, глумац, колумниста и писац. (прем. 2004)
- 1957 — Никос Галис, грчки кошаркаш.
- 1960 — Фадиљ Вокри, југословенски фудбалер. (прем. 2018)
- 1961 — Мартин Гор, енглески музичар и музички продуцент, најпознатији као члан групе Depeche Mode.
- 1961 — Роб Стјуарт, канадски глумац.
- 1961 — Вуди Харелсон, амерички глумац.
- 1963 — Слободан Живојиновић, српски тенисер.
- 1965 — Слеш, енглеско-амерички музичар, најпознатији као гитариста групе .
- 1967 — Филип Симор Хофман, амерички глумац, редитељ и продуцент. (прем. 2014)
- 1968 — Гари Пејтон, амерички кошаркаш.
- 1972 — Марлон Вејанс, амерички глумац, комичар, сценариста и продуцент.
- 1972 — Ђани, српски певач.
- 1973 — Кетрин Хан, америчка глумица и комичарка.
- 1974 — Морис Грин, амерички атлетичар.
- 1975 — Марио Токић, хрватски фудбалер и фудбалски тренер.
- 1976 — Јудит Полгар, мађарска шахисткиња.
- 1980 — Мишел Вилијамс, америчка певачица и глумица, најпознатија као чланица групе .
- 1981 — Јарко Нијеминен, фински тенисер.
- 1982 — Пол Весли, амерички глумац, редитељ и продуцент.
- 1984 — Валтер Гаргано, уругвајски фудбалер.
- 1985 — Реналдас Сејбутис, литвански кошаркаш.
- 1987 — Луиз Густаво, бразилски фудбалер.
- 1989 — Милош Весић, српски фудбалски голман.
- 1989 — Данијел Редклиф, енглески глумац.
- 1998 — Диандре Ејтон, бахамски кошаркаш.

## Смрти
- 1757 — Доменико Скарлати, италијански композитор, виртуоз на чембалу. (рођ. 1685)
- 1875 — Ајзак Мерит Сингер, амерички проналазач, који је 1851. усавршио прву шиваћу машину која је ушла у широку употребу. (рођ. 1811)
- 1885 — Јулисиз Симпсон Грант, амерички генерал и државник. (рођ. 1822)
- 1916 — Вилијам Ремзи, шкотски хемичар, добитник Нобелове награде за хемију 1904. (рођ. 1852)
- 1937 — Варнава (Росић), патријарх Српске православне цркве од 1930 до 1937 (рођ. 1880)
- 1942 — Валдемар Поулсен, дански инжењер. (рођ. 1869)
- 1948 — Дејвид Ворк Грифит, амерички филмски режисер и продуцент. (рођ. 1875)
- 1986 — Марко Челебоновић, сликар. (рођ. 1902)
- 1983 — Лазар Трифуновић је био српски историчар уметности, ликовни критичар и професор Универзитета у Београду. (рођ. 1929)
- 1999 — Хасан II, марокански краљ. (рођ. 1828)
- 2002 — Ђорђе Лобачев био је један од пионира и један од најзначајнијих аутора у историји српског и југословенског стрипа. (рођ. 1909)
- 2011 — Ејми Вајнхаус, британска соул певачица (рођ. 1983)

## Празници и дани сећања
- Српска православна црква слави:
  - Светих 45 мученика из Никопоља
  - Преподобни Антоније Печерски